# Bellucia dichotoma
Bellucia dichotoma (Syn.: Bellucia imperialis Saldanha & Cogn.), ist ein Baum in der Familie der Schwarzmundgewächse aus Bolivien und dem nördlichen Brasilien.

## Beschreibung
Bellucia dichotoma wächst als immergrüner, recht schnellwüchsiger Baum mit kurzem Stamm und dichter Krone bis etwa 8–10 Meter hoch. Der Stammdurchmesser erreicht etwa 25 Zentimeter.
Die gegenständigen, einfachen Laubblätter sind kurz gestielt. Der Blattstiel ist bis 5 Zentimeter lang. Die ledrigen Blätter sind ganzrandig, eiförmig bis elliptisch oder rundlich und stumpf bis spitz sowie unterseits mehr oder weniger behaart. Sie sind 20–30 Zentimeter groß. Die unterseits erhabene Nervatur ist „fast handförmig“ mit fünf Hauptadern, aber ein seitliches Hauptaderpaar ist etwas nach oben versetzt.
Die Blüten erscheinen in kleinen, zymösen Gruppen an den Ästen, astblütig, ramiflor oder am Stamm, stammblütig, kauliflor. Die zwittrigen, sechszähligen und kurz gestielten Blüten mit doppelter Blütenhülle sind weiß. Die Blütenstiele sitzen an einem „Gelenk“. Der kalyptrate Kelch reißt mit kleinen, unregelmäßig Lappen, Zipfeln auf. Die verkehrt-eiförmigen und ausladenden Petalen sind etwa 2 Zentimeter lang. Es sind etwa 12 relativ kurze Staubblätter vorhanden. Der mehrkammerige Fruchtknoten ist unterständig (epiperigyn), unterhalb des kleinen, becherförmigen Blütenbechers. Der dicke, kahle Griffel ist relativ kurz mit einer kopfigen, mehrlappigen Narbe.
Es werden rundliche und gelbliche, 2,7–3,2 Zentimeter große, glatte, vielsamige, mispelförmige Beeren (Scheinfrucht) mit großer, runder, becherförmiger Blütenbecherhöhlung an der Spitze gebildet. Die vielen kleinen Samen sind bis 0,5 Millimeter groß.

## Verwendung
Die süß-säuerlichen, angenehm schmeckenden Früchte sind essbar. Sie werden roh verwendet oder oft zu Säften verarbeitet.
Das nicht beständige Holz ist grob und mäßig hart. Es wird nur für wenige Anwendungen genutzt.